# 比爾舒哈達
35°54′N 6°24′E / 35.900°N 6.400°E

比爾舒哈達（阿拉伯语：‎），是阿爾及利亞的城鎮，位於該國東北部烏姆布瓦吉省，由蘇格納曼區負責管轄，面積168平方公里，2013年人口11,210，人口密度每平方公里67人。